# Scincus scincus
El pez de arena (Scincus scincus) es una especie de reptil de la familia de los escincos que cava madrigueras en la arena, y se desliza por ella con mucha facilidad por lo que parece que nada en la arena, de ahí su nombre.

## Descripción
Su nombre se debe a la habilidad que tiene de desplazarse entre la arena como si estuviese nadando.
Los individuos adultos usualmente alcanzan los 20 cm de longitud incluyendo su corta cola.
Esta especie tiene una peculiar manera de tratar con el calor del desierto: con su habilidad de excavación antes mencionada, se mete dentro de la arena, escapando de la arena caliente de la superficie, para regular su temperatura con la arena fresca más profunda (la cual no se calienta por no estar en contacto con el calor del sol). esta técnica de meterse debajo de la arena también la utiliza cuando se siente amenazado.
Tiene un hocico largo en forma de cuña con una mandíbula inferior avellanada. Su largo y afilado cuerpo se cubre con lisas y brillantes escamas. Sus patas son cortas y robustas, con pies largos y aplanados. La cola es corta y va disminuyendo en una punta fina. Sus ojos y fosas nasales son muy pequeños para mantener fuera la arena de ellos.
Su coloración es atractiva, su color base es un amarillo caramelo, con líneas marrones oscuras y el vientre blanco.
Las imágenes en rayos x han demostrado que para nadar entre la arena, no usa las extremidades como remos, sino que las pega al cuerpo y se impulsa hacia adelante ondulando el cuerpo.

## Hábitat y distribución
Se le encuentra en desiertos del norte de África hacia el este, hasta Arabia Saudita, Irak e Irán.

## Alimentación
Es insectívoro, puede detectar las vibraciones que producen los insectos al moverse por la arena. Por la noche va en busca de comida.

## Cautiverio
Como mascotas se les encuentra muy comúnmente en Estados Unidos y en el Reino Unido. Esta especie es muy fácil de cuidar, ya que prácticamente nunca muerden.